# Schloss Neusath

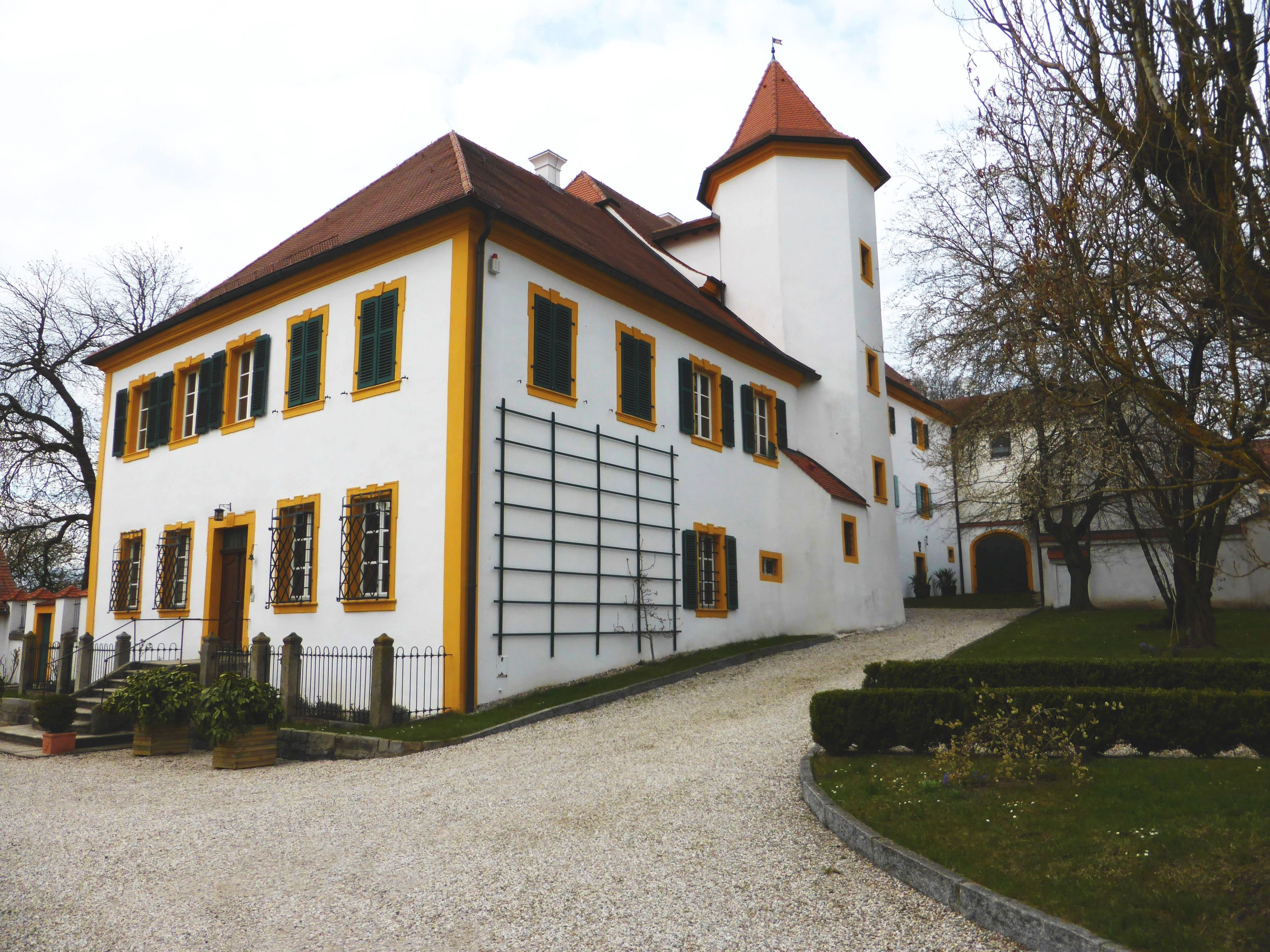
Schloss Neusath heute

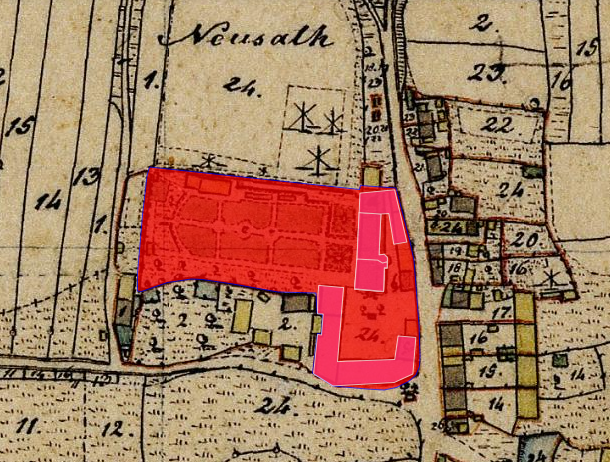
Lageplan des Schlosses Neusath auf dem Urkataster von Bayern

Das denkmalgeschützte Schloss Neusath befindet sich in dem gleichnamigen Ortsteil der oberpfälzischen Stadt Nabburg im Landkreis Schwandorf von Bayern (Neusath 21). Die Anlage wird als Bodendenkmal unter der Aktennummer D-3-6539-0136 im Bayernatlas als „archäologische Befunde des Mittelalters und der frühen Neuzeit im Bereich des Schlosses von Neusath, darunter die Spuren von Vorgängerbauten bzw. älterer Bauphasen“ geführt. Ebenso ist sie unter der Aktennummer D-3-76-144-115 als denkmalgeschütztes Baudenkmal von Neusath verzeichnet.

## Geschichte
Als erste Besitzer von Neusath sind die Muracher zu Guteneck nachgewiesen. Am 27. Januar 1344 verkaufte Konrad der Muracher von Neysan an seinen gleichnamigen Vetter zu Murach einen Hof bei Höflarn. 1488 befand sich Neusath in den Händen des Otto von Murach. 1588 veräußerte Albrecht von Murach der Ältere, Erbschenk in Niederbayern, das freieigene Gut an Paul Spieß und dessen Ehefrau Elisabeth, geborene Pülger. Der neue Besitzer konnte wegen seiner Tätigkeit als kaiserlicher Proviantmeister die Verwaltung des Gutes nicht selbst vornehmen, sondern übertrug diese Aufgabe seinem Bruder Hans Spieß. Dem Paul spieß wurde von Pfalzgraf Ludwig zwar die Landsassenfreiheit anerkannt, aber keine darüber hinausgehenden Rechte. Klagen hatte es wegen Hans Spieß gegeben, der sich verschiedene Gerechtigkeiten anmaßte (Jagdrecht, „Steckengeld“ des Schäfers). Erst 1579 erlangte Paul Spieß durch ein Privileg des Kurfürsten Ludwig VI. die Niedergerichtsbarkeit auf Neusath. Die Witwe des Paul Spieß bemühte sich nach dessen Ableben (gegen Ende des 16. Jahrhunderts) um den Verkauf des Gutes. Nachdem Verkaufsversuche an die Stadt Nabburg und an den Pfalzgrafen Friedrich 1603 gescheitert waren, kam Ludwig von Scharffenberg am 24. Oktober 1605 zum Zuge. Wegen des Dreißigjährigen Krieges ist der Besitz in Neusath stark in Mitleidenschaft gezogen worden, wie Ludwig von Scharffenberg 1635 nach Amberg berichtet (auch Alles auß geblindert vnd in mein Schloßkhammer Feuer gelegt). Ludwig von Scharffenberg war bereits 1629 wegen seines Glaubens nach Sulzbach emigriert und hatte sein Gut von dem Verwalter Hans Wilhelm Distl betreuen lassen. Ludwig von Scharffenberg versuchte als Nicht-Katholik, das Gut zu verkaufen, was ihm aber nicht gelang. Seine Bitte, ihm Aufenthalt, Nutz- und Verwaltungsrecht auf Neusath bis zu einem Verkauf zu gestatten, wurde von Kurfürst Maximilian abgelehnt, ebenso weitere Bittgesuche des Emigranten bis in das Jahr 1641, der 1629 seinen Wohnsitz nach Nürnberg verlegt hatte. Am 20. September 1641 bezeichnet sich Sabina von Scharffenberg erstmals als Witwe. Ihr wurde 1642 eine zumindest längere Aufenthaltsdauer in Neusath in Aussicht gestellt.
Nach dem Tod der Sabina von Scharffenberg ging der Besitz 1649 an die Nichte ihres Mannes, Maria Elisabeth Fuchs von Lemnitz über. Da diese noch im gleichen Jahr kinderlos verstarb, folgte ihre Schwester Maria Ursula Fuchs auf Neusath nach. Diese heiratete 1652 den Christoph Meichsner von Allkoven aus Chammünster. Deren Sohn Wolf Christoph Ludwig Meichsner stand dem Gut von 1698 bis 1735 vor. Erbe war wiederum sein Sohn Christoph Adam Bernhard von Meichsner, kurbayerischer Kämmerer und Obristwachtmeister bei dem Preisingschen Dragonerregiment. Er hatte bis zu seinem Tod († am 28. Mai 1771) Neusath inne. Sein Schwager Arnold Bonaventura Freiherr von Sauer übernahm die Vormundschaft für die beiden minorennen Töchter Maria Franziska und Maria Rosa. Letztere gelangte 1774 nach einer Abfindung ihrer Schwester in den Alleinbesitz von Neusath. 1775 verehelichte sie sich mit Karl Baron von Riedl, kurbayerischer Oberstleutnant À la suite, der dann das Gut formell übernahm. Dieser wollte auf Neusath ein Ortsgericht errichten, erlebte dies aber nicht mehr († am 6. November 1813). Nach dem kinderlosen Ableben auch seiner Ehefrau (1814) kam Neusath an  Karl Bruno Hans Reisner, Freiherr von Lichtenstern, den als Universalerben eingesetzten Neffen. Diesem wurde am 21. Januar 1817 die Umwandlung des bestehenden Patrimonialgerichts in ein Ortsgericht gestattet, was aber mit Beschluss vom 8. Mai 1821 wieder in ein Patrimonialgericht II. Klasse umgewandelt wurde. Die dem Baron von Lichtenstern zustehenden Zehente im Dorf Neusath wurde am 1. August 1819 allodifiziert. 1947 hat sich die Gemeinde Neusath der Gemeinde Diendorf angeschlossen; bei der Gemeindegebietsreform von 1974 fiel die Gemeinde Diendorf zur Stadt Nabburg. Heutige Eigentümer von Schloss Neusath sind Karl Ludwig Freiherr von Lichtenstern und seine Gemahlin Elisabeth Freifrau von Lichtenstern.

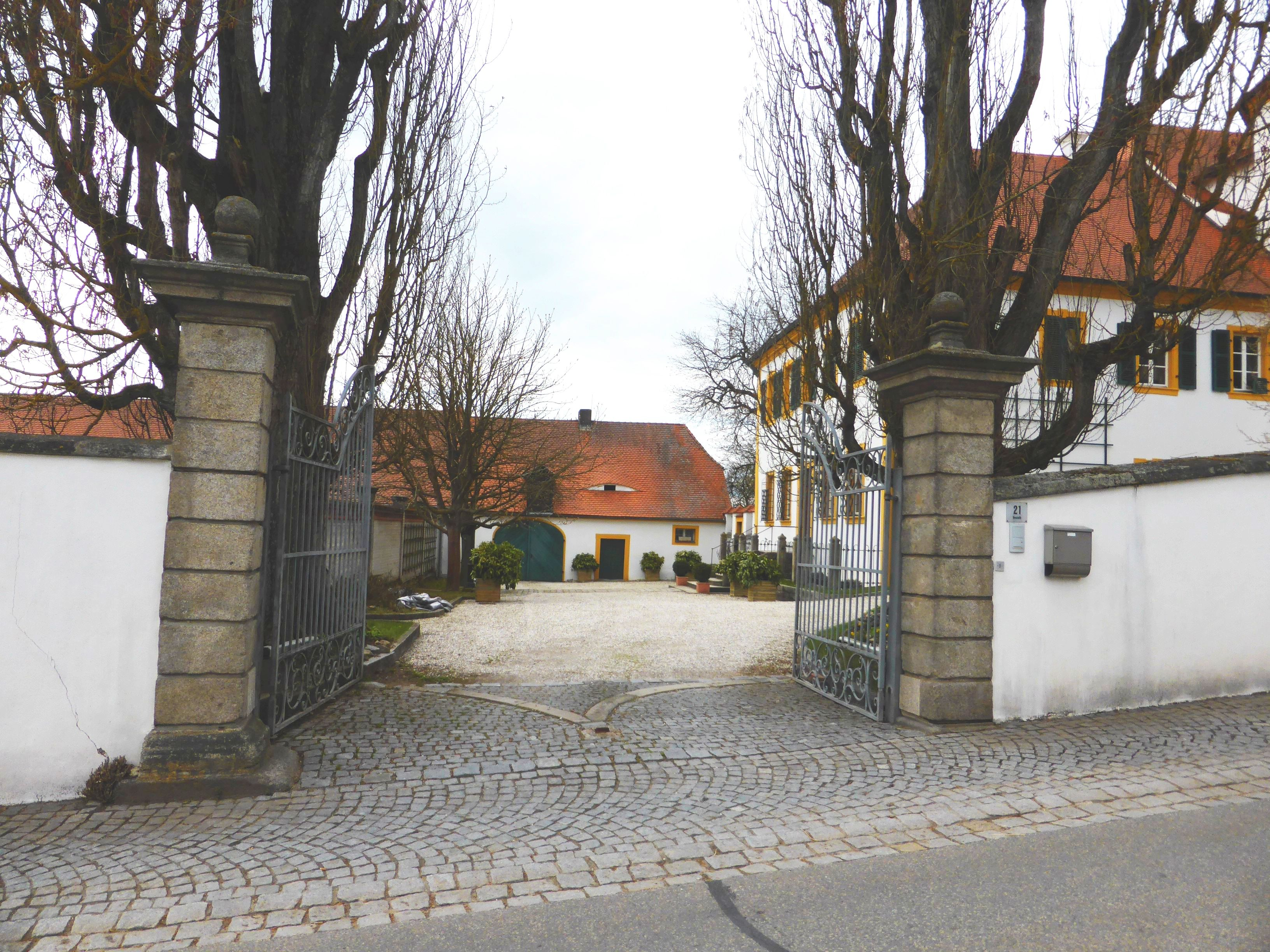
Zufahrt zu Schloss Neusath

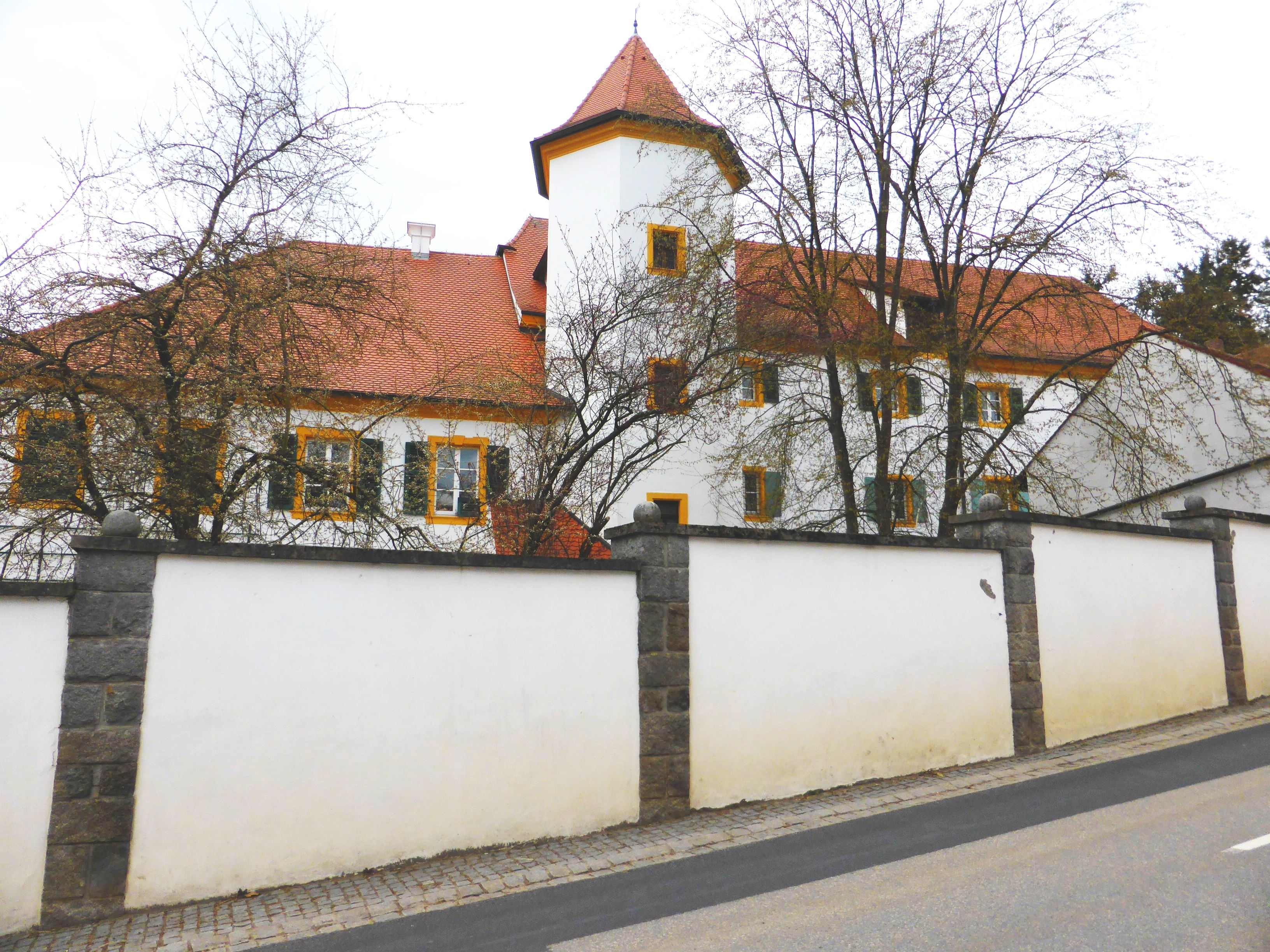
Schloss Neusath – straßenseitige Ansicht

## Schloss Neusath heute
Das Schloss ist eine zweigeschossige Walmdachflügelanlage aus dem 17. und 18. Jahrhundert, die im 19. Jahrhundert erweitert wurde. In der Nordostecke des alten Teils sind Reste eines ehemals runden Turms erhalten, darinnen ist eine alte Wendeltreppe aus Eichenholz eingebaut. Der Trakt weist im Inneren Plafonds mit einfachem Stuckrahmenwerk und Rosetten auf, außen sind in Gelb gehaltene Ecklisenen und Fensterumrahmungen angebracht. Zu dem Schloss gehört ein dreiflügeliger Wirtschaftshof aus dem 18. bzw. 19. Jahrhundert. Dieser Halbwalmdachbau schließt südlich an das Schloss an.
Eine Schlosskapelle, die im 19. Jahrhundert umgestaltet wurde, befindet sich im mittleren Schlossgebäude. Diese ist der Heiligen Dreifaltigkeit geweiht. Im Inneren ist sie ein einfacher, flachgedeckter Rechteckraum. 1849 ließ Karl Franz Reisner Freiherr von Lichtenstern die Kapelle umbauen und so ausgestalten, wie man sie heute noch sehen kann. Der Hochaltar ist ein bescheidener Aufbau mit zwei Säulen und seitlichen Ranken. Das Altarblatt zeigt die Heilige Dreifaltigkeit mit dem Wappen der Lichtenstern mit der Bezeichnung „IH 1846“. Interessant ist ein in der Schlosskapelle am 1. Mai 1739 von den Eltern Franz und Anna von Lichtenstern für ihre fünf verstorbenen Kinder errichteter Grabstein.
Zum Schloss gehören auch ein Schlosspark und eine Schlosswirtschaft. Bis 1956 stand am Eingang zu der Anlage das nun abgebrochene Jäger- und Försterhäuschen, in dem die jeweiligen Förster und in drei Generationen die Gutsverwalter Haller wohnten. 1840 wurde hier der Kirchenkomponist Michael Haller geboren.
Das Schloss ist 2011 umfassend renoviert worden. Die Eigentümer erhielten für die denkmalgerechte Sanierung einen Anerkennungspreis der bayerische Hypo-Kulturstiftung.